# توکیو (داکوتای شمالی)
توکیو (به انگلیسی: Tokio) یک منطقهٔ مسکونی در ایالات متحده آمریکا است که در شهرستان بنسون، داکوتای شمالی واقع شده‌است. توکیو ۴۵۹٫۹۵ متر بالاتر از سطح دریا واقع شده‌است.